# 上普法尔茨地区诺伊马克特县
上普法尔茨地区诺伊马克特县（德語：Landkreis Neumarkt in Oberpfalz，官方拼写为），通称诺伊马克特县，是德国巴伐利亚州的一个县，隶属于上普法尔茨行政区，首府上普法尔茨地区诺伊马克特。上普法尔茨地区诺伊马克特县位于纽伦堡市、雷根斯堡市和英戈尔施塔特市构成的三角形内。